# Brachystemma
Brachystemma é um género botânico pertencente à família Caryophyllaceae.

## Espécies
- Brachystemma calycinum
- Brachystemma ovatifolium